# Huevo Rothschild
El huevo Rotschild es un huevo de Fabergé esmaltado, decorado con joyas, un reloj y un gallo autómata, creado en 1902 por Michael Perchin, joyero que trabajó bajo la supervisión del famoso Peter Carl Fabergé. El huevo fue encargo de Béatrice Ephrussi de Rothschild como regalo para Germaine Halphen, tras comprometerse con el hermano menor de Béatrice, Édouard Alphonse James de Rothschild. El huevo mide 27 centímetros cerrado y 31 centímetros abierto.

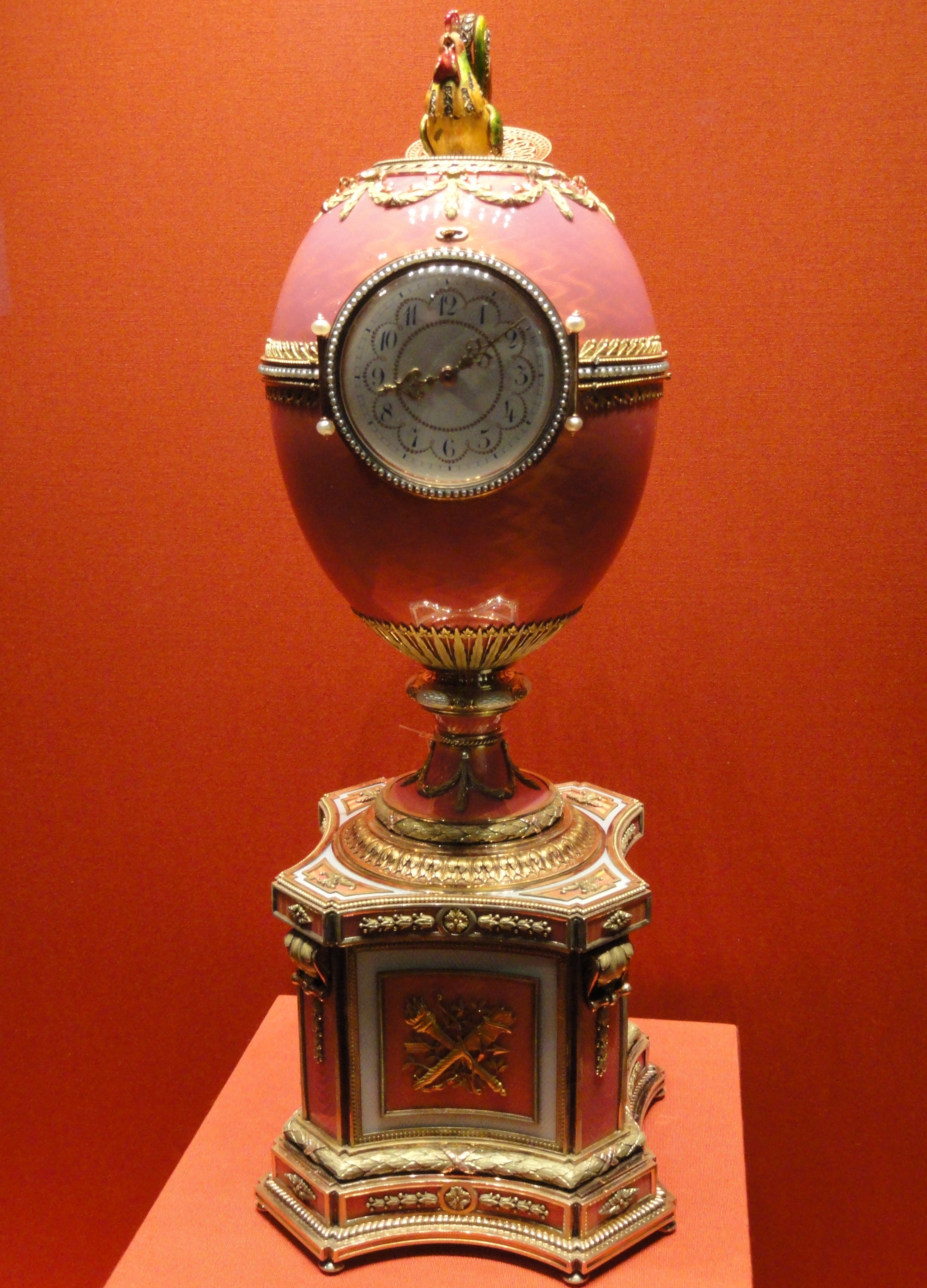
Huevo Rothschild

## Sorpresa
Al dar la hora, un gallo autómata adornado con diamantes sale del interior del huevo, aletea y mueve la cabeza y el pico mientras canta.

## Historia
Fue creado en 1902 por encargo de Béatrice Ephrussi de Rothschild. El huevo fue un regalo a Germain Halphen por su compromiso con Édouard Alphonse James de Rothschild, hermano de Béatrice. La pareja se casó en 1905 y el huevo se mantuvo en la familia por más de un siglo.
En 2007, el huevo fue subastado por Christie's, fue comprado por Aleksándr Ivanov por 8,9 millones de libras (incluyendo comisiones). Esta venta rompió los récords del reloj más costoso jamás vendido, el objeto ruso más costoso jamás vendido y el objeto Fabergé más costoso.
El huevo fue llevado al Museo Fabergé en Baden-Baden para su exhibición.
Ivanov donó el huevo al estado ruso y en diciembre de 2014, para conmemorar el 250.° aniversario del Museo del Hermitage, el presidente Vladímir Putin presentó el huevo como parte de la colección del museo.